# Nitocrella kirgizica
Nitocrella kirgizica är en kräftdjursart som beskrevs av Borutsky 1972. Nitocrella kirgizica ingår i släktet Nitocrella och familjen Ameiridae. Inga underarter finns listade i Catalogue of Life.